# Sommer-Universiade 2011/Badminton
Die Badmintonwettbewerbe der Sommer-Universiade 2011 fanden im Shenzhen Polytechnic Gym und dem Longgang Sports Center in Shenzhen vom 16. bis 22. August 2011 statt.

## Medaillengewinner
| Disziplin    | Gold | Silber | Bronze |
| ------------ | --- | --- | --- |
| Herreneinzel | Suppanyu Avihingsanon | Wen Kai | Takuma Ueda |
| Herreneinzel | Suppanyu Avihingsanon | Wen Kai | Hsueh Hsuan-yi |
| Dameneinzel  | Cheng Shao-chieh | Pai Hsiao-ma | Liu Fanghua |
| Dameneinzel  | Cheng Shao-chieh | Pai Hsiao-ma | Shi Xiaoqian |
| Herrendoppel | Bodin Isara Maneepong Jongjit | Fang Chieh-min Lee Sheng-mu                                                                                          | Yohanes Rendy Sugiarto Afiat Yuris Wirawan |
| Herrendoppel | Bodin Isara Maneepong Jongjit | Fang Chieh-min Lee Sheng-mu                                                                                          | Liao Min-chun Wu Chun-wei |
| Damendoppel  | Eom Hye-won Chang Ye-na | Pai Hsiao-ma Cheng Shao-chieh                                                                                        | Nessara Somsri Savitree Amitrapai |
| Damendoppel  | Eom Hye-won Chang Ye-na | Pai Hsiao-ma Cheng Shao-chieh                                                                                        | Hsieh Pei-chen Wang Pei-rong |
| Mixed        | Shin Baek-cheol Eom Hye-won | Lee Sheng-mu Hsieh Pei-chen                                                                                          | Ricky Widianto Shendy Puspa Irawati |
| Mixed        | Shin Baek-cheol Eom Hye-won | Lee Sheng-mu Hsieh Pei-chen                                                                                          | Maneepong Jongjit Savitree Amitrapai |
| Mannschaft   | Indonesien Hera Desi Ana Rachmawati Afiat Yuris Wirawan Bellaetrix Manuputty Senatria Agus Setia Putra Rian Agung Saputro Jenna Gozali Angga Pratama Yohanes Rendy Sugiarto Shendy Puspa Irawati Komala Dewi Ricky Widianto | Volksrepublik China Tao Xun Wen Kai Lin Qing Chen Yulu Hu Wenqing Liu Fanghua Shi Xiaoqian Li Tian Ye Aoting Chen Ni | Thailand Suppanyu Avihingsanon Bodin Isara Maneepong Jongjit Parinyawat Thongnuam Nitchaon Jindapol Chanida Julrattanamanee Savitree Amitrapai Nessara Somsri                                |
| Mannschaft   | Indonesien Hera Desi Ana Rachmawati Afiat Yuris Wirawan Bellaetrix Manuputty Senatria Agus Setia Putra Rian Agung Saputro Jenna Gozali Angga Pratama Yohanes Rendy Sugiarto Shendy Puspa Irawati Komala Dewi Ricky Widianto | Volksrepublik China Tao Xun Wen Kai Lin Qing Chen Yulu Hu Wenqing Liu Fanghua Shi Xiaoqian Li Tian Ye Aoting Chen Ni | Chinesisch Taipeh Chang Hsin-yun Lai Chia-wen Wang Pei-rong Cheng Shao-chieh Pai Hsiao-ma Lee Sheng-mu Liao Min-chun Hsieh Pei-chen Hsueh Hsuan-yi Fang Chieh-min Chou Tien-chen Wu Chun-wei |

## Medaillenspiegel
| Rang  | Land                | Gold | Silber | Bronze | Gesamt |
| ----- | ------------------- | ---- | ------ | ------ | ------ |
| 1     | Thailand            | 2    | 0      | 3      | 5      |
| 2     | Südkorea            | 2    | 0      | 0      | 2      |
| 3     | Chinesisch Taipeh   | 1    | 4      | 4      | 9      |
| 4     | Indonesien          | 1    | 0      | 2      | 3      |
| 5     | Volksrepublik China | 0    | 2      | 2      | 4      |
| 6     | Japan               | 0    | 0      | 1      | 1      |
| Total | Total               | 6    | 6      | 12     | 24     |